# أنسون ماونت
أنسون ماونت (بالإنجليزية: Anson Mount)‏ هو ممثل أمريكي، ولد في 25 فبراير 1973 في الولايات المتحدة.

## أعمال

### أفلام
- (2000) فاينال كت[4]
- (2002) طرق متقاطعة
- (2003) معركة مرتفعات شاكر
- (2005) في حذائها[5]
- (2006) جميع الأولاد يحبون ماندي لين[6]
- (2011) ستراو دوغز
- (2011) شخص ريفي أخرق
- (2012) الخزنة[7]
- (2014) المزور
- (2014) بلا توقف[8][9]

## ترشيحات
- جائزة راتزي لأسوأ ثنائي/ فريق عمل [الإنجليزية]‏، عن عمل: طرق متقاطعة (2002)

## وصلات خارجية
- أنسون ماونت على موقع IMDb (الإنجليزية)
- أنسون ماونت على موقع ميتاكريتيك (الإنجليزية)
- أنسون ماونت على موقع روتن توميتوز (الإنجليزية)
- أنسون ماونت على موقع ألو سيني (الفرنسية)
- أنسون ماونت على موقع ميوزك برينز (الإنجليزية)
- أنسون ماونت على موقع أول موفي (الإنجليزية)
- أنسون ماونت على موقع قاعدة بيانات الأفلام السويدية (السويدية)
- أنسون ماونت على موقع إن إن دي بي (الإنجليزية)
- أنسون ماونت على موقع ديسكوغز (الإنجليزية)
- أنسون ماونت على موقع قاعدة بيانات الفيلم (الإنجليزية)